# Theodor Wißmann

Theodor Wißmann als Göttinger Nassauer (1837)

Theodor Wißmann (* 8. Juni 1818 in Schadeck (Runkel); † 11. Januar 1884 in Marienberg im Westerwald) war ein deutscher Verwaltungsbeamter und Parlamentarier.

## Leben
Theodor Wißmann studierte von 1837 bis 1840 Rechts- und Staatswissenschaften an der Georg-August-Universität Göttingen. 1837 wurde er Mitglied des Corps Nassovia Göttingen. 1840 trat er in den kommunalen Verwaltungsdienst des Herzogtums Nassau. 1853 war er Herzoglich Nassauischer Kreisamtssekretär im Kreisamt Hachenburg. 1860 wurde er Landesoberschultheißerei-Verwalter in Marienberg und 1862 Amtmann des Amtes Marienberg. 1867 wurde er kommissarisch und 1868 endgültig zum Landrat des Oberwesterwaldkreises. Das Amt hatte er bis zu seinem Tod 1884 inne.
Vor 1866, dem Jahr der Annexion durch Preußen, war Wißmann Mitglied der Zweiten Kammer der Landstände des Herzogtums Nassau. Von 1879 bis 1882 saß er als Abgeordneter des Wahlkreises Wiesbaden 10 (Dillkreis, Oberwesterwaldkreis) im Preußischen Abgeordnetenhaus. Er gehörte der Fraktion der Freikonservativen Partei an.

## Schriften
- Ueber das Consolidationswesen im Herzogthum Nassau mit allgemeinen Erörterungen über Arrondirung, Regulirung und Separation der Güter, sowie über Verhütung der Gutszersplitterung. Kreidel & Niedner, Wiesbaden 1853, (Digitalisat).
- Die Preußische Gesetzgebung über das Vormundschaftswesen sachlich erörtert. Pfeiffer, Berlin 1875, (Digitalisat).
- Politischer Katechismus für das deutsche Reich mit der Vormacht Preußen. 2., vermehrte und verbesserte Auflage. Douffet, Leipzig 1876.